# Кучер, Станислав Александрович
Станисла́в Алекса́ндрович Ку́чер (род. 18 марта 1972, Ленинград, СССР) — российский журналист, общественный деятель, теле- и радиоведущий, ютубер.
В прошлом — главный редактор проекта «Сноб» (2017—2018), член Федерального Гражданского Комитета партии «Гражданская платформа».

## Биография

### Ранние годы и образование
Родился 18 марта 1972 года в Ленинграде. Окончил школу в Орле. Отец — Александр Кучер (1949—2014), главный редактор петербургской газеты «Собственное мнение». Мать — журналист и писатель Наталья Максимова (Коробова).
В 17 лет приехал в Москву и поступил в МГИМО МИД СССР. В 1994 году окончил институт, получив специальность «журналист-международник». Обучался на одном курсе с Сергеем Брилёвым (закончившим МГИМО на год позже него из-за академического отпуска) и Алексеем Кондулуковым.
Владеет английским, французским и хинди.

### Журналистика
С первого курса наладил сотрудничество с «Комсомольской правдой»: с 1990 по 1996 год — корреспондент отдела новостей, специальный корреспондент отдела международной жизни. Летом 1991 года работал в США в рамках проекта «Дорогами Стейнбека и Керуака — вокруг Америки от Нью-Йорка до Нью-Йорка», — объехав страну автостопом вдвоём с коллегой по «Комсомолке» Сергеем Фроловым, в «КП» специализировался на журналистских расследованиях в международной сфере, анализе российско-американских отношений, брал интервью у Пола Маккартни, Стивена Спилберга, Рэя Бредбери, Джона Апдайка, Оливера Стоуна.
Совсем молодым корреспондентом «Комсомольской правды» Станислав сумел взять интервью у Пола Маккартни. Дозвонился пресс-секретарю музыканта, договорился о встрече с Полом. Прилетел в Англию, а ему говорят: «Извини, интервью не будет, в очереди другие журналисты». Терять было нечего, и Станислав отправился в маленький городок в графстве Суссекс, рядом с которым расположена ферма Маккартни. Исходил пешком владения музыканта, пока, наконец, не наткнулся на шефа охраны. Представился президентом московского клуба любителей Beatles, попросил передать сэру Полу книгу — авторизованные биографии ливерпульской четвёрки, на которой написал: «Пол, вспомни себя в 20 лет. Мне столько же. Отбрось свою спесь…» В гостинице к нему подошла девушка, одноклассница дочери Маккартни, спросила: «Вы тот самый русский журналист, который ищет сэра Пола?» Пообещала помочь — и на другой день Станислав в течение пяти минут задавал вопросы экс-битлу. Ответы на них Маккартни прислал по факсу…«Российская газета», 23.07.2004, «Станислав Кучер: разговоры за полночь»
Телевизионная деятельность началась в 1993 году со съёмок сюжетов для «Вестей» и документального фильма о разведке, «Шпионаж», для РТР (совместно с Алексеем Кондулуковым). С апреля 1995 по сентябрь 1996 года — автор и ведущий еженедельной информационно-аналитической программы «Прогнозы недели» на телеканале «ТВ-6 Москва» (совместное производство «ТВ-6» и «Комсомольской правды»).
В октябре 1996 года стал вести еженедельную информационно-аналитическую программу «Обозреватель», а в июне 1997 года стал заместителем генерального продюсера «ТВ-6» по общественно-политическим и информационным программам. Начиная с июня 1998 года — директор дирекции общественных связей. В декабре 1999 года программа «Обозреватель» была отправлена в «творческий отпуск», из которого уже не вернулась, а Кучер уволился с ТВ-6. По словам журналиста, поводами закрыть программу стали отказ её журналистского коллектива выпустить компрометирующий сюжет в адрес Владимира Гусинского и холдинга «Медиа-Мост» в рамках информационной войны, которую вёл против бизнесмена основной владелец «ТВ-6» Борис Березовский, а также усталость Кучера от работы над этой программой и личное его несогласие с политической позицией, которую канал «ТВ-6» занял при освещении парламентских и президентских выборов 1999—2000 годов.
В марте 2000 года перешёл на РТР и стал руководителем студии «Обозреватель» Всероссийской государственной телерадиокомпании, полностью состоявшей из коллектива одноимённой закрытой на «ТВ-6» программы. С июня по сентябрь 2000 года вёл ток-шоу «Наше дело», которое было закрыто после программы на тему трагедии «Курска» и пожара на Останкинской телебашне (по официальной версии — из-за несовершенства декораций студии).
В марте 2001 года стал автором и ведущим программы «Большая страна» на РТР; был единственным журналистом с государственного телеканала, поддержавшим во время развития дела НТВ творческий коллектив телекомпании. После программы на тему дела НТВ программу «Большая страна» закрыли, а Кучер ушёл с РТР и уехал в США работать с документальными фильмами («Несентиментальное путешествие», «Русские грабли» и «Новый курс») и писать заметки в журналы.
С сентября 2002 года — на телеканале ТВЦ. Ведущий программ «События. Время московское» и «События. 25-й час». В октябре 2004 года отстранён от эфира ежедневной информационно-аналитической программы «События. 25-й час» по распоряжению тогдашнего главы канала Олега Попцова. В апреле 2007 года было закрыто ведомое им и Павлом Святенковым ток-шоу «Бойцовский клуб».
Олег Попцов так отзывался о Кучере в одном из интервью:
— Это вы убрали из эфира Станислава Кучера или вам посоветовали «сверху»? 
— Я принимаю свои решения сам и отвечаю за них. Станислав — обаятельный человек, но думать не умеет. Он — человек куража и всё время норовит себя показать. В нём есть актёрство, и это хорошо, но аналитик должен уметь думать. Ну представьте себе: пригласить Александра Градского для разговора в эфире о политике! Был День музыки, и большинство зрителей наверняка ожидало, что они будут о музыке говорить. А Кучер спрашивает Градского, как тот относится к реформам Путина. Тот ответил. А потом расчувствовался настолько, что сказал — России категорически не надо вступать в ВТО. В результате неумно выглядел не гость, а ведущий, заставивший его говорить на несвойственные темы. Я был терпелив, потом понял — Стасу надо сменить жанр.«Московские новости», №44 от 19.11.2004, «В объятиях государства»
С января 2005 года запустил и два года редактировал первый российский проект «National Geographic Traveller». В 2006—2007 годах — автор и ведущий радиопрограммы «Формула счастья» на «Русской службе новостей».
С ноября 2006 по июль 2016 года вёл программы «Час Кучера», «Художник и власть» и «Круглый стол» на телеканале «Совершенно секретно».
С 7 сентября 2009 по 27 марта 2017 года вёл пятиминутную еженедельную авторскую программу «Большое путешествие» об автомобильных путешествиях на «Авторадио».
С 26 мая 2010 по 29 июля 2018 года делал политические комментарии на радио «Коммерсантъ FM».
С апреля 2014 по май 2015 года — главный редактор продюсерского центра холдинга «Вокруг света», продюсер программы «Места силы» на телеканале «ТВ-3».
С июня 2014 года по май 2018 года некоторые материалы, написанные Станиславом Кучером, публиковались на сайте газеты «Московский комсомолец».
С 7 апреля по 7 июля 2017 года — ведущий дискуссионной программы «Кучер. Специальный эфир» на телеканале «РБК-ТВ».
С ноября 2017 по октябрь 2018 года — главный редактор проекта «Сноб».
С 6 декабря 2018 года начал работать ведущим на телеканале RTVI.
С 16 июля 2019 года — главный редактор американской редакции телеканала RTVI — RTVI-US. Ведущий программ «Сквозной эфир», «Американский эксперт», «Новые итоги», «ЧасСпик». С июня 2020 по май 2021 года — директор Дирекции информационных и общественно-политических программ RTVI, при этом продолжил работу из американского офиса телекомпании. 1 июня 2021 года покинул пост главного редактора американской редакции и ведущего RTVI.
24 февраля 2022 года публично осудил вторжение России в Украину. Покинул Россию, объяснив это невозможностью продолжать заниматься профессиональной деятельностью в этой стране. Живёт в Нью-Йорке.
С весны 2022 года — специальный обозреватель американского информационно-аналитического издания Grid.news.
С сентября 2022 года — консультант и исполнительный продюсер проекта Samizdat Online.
С марта 2023 года — ведущий онлайн-семинаров по саморазвитию и методам работы над собой.
Систематически приглашается ведущими СМИ в качестве эксперта по широкому кругу политических и общественных вопросов, среди которых: независимость СМИ, информационные войны, положение дел в Чеченской республике, взаимоотношения со странами СНГ, Ближний Восток, банковская система, национальный вопрос, кадровые перестановки в высших эшелонах власти, политические убийства, социальные процессы и напряжённость, туризм и ряд других тем.
Проектом всей жизни Кучер считал создание мультимедийного холдинга, главной этической задачей которого могло бы стать построение общества свободных творческих людей.
14 июня 2024 года по распоряжению Министерства юстиции Российской Федерации был включён в реестр иностранных агентов.

### Общественная деятельность
С 2012 по 2018 год — член Президентского Совета по развитию гражданского общества и правам человека.
27 октября 2012 года на съезде политической партии «Гражданская платформа» избран в её федеральный гражданский комитет. Входил в комитет до 2014 года.
Известен критикой современной российской власти и оппозиционными либеральными взглядами.

## Премии и награды
- Лауреат Премии имени Артёма Боровика за документально-публицистический фильм «Русские грабли»[59].
- Премия Союза журналистов России «Дебют года» (1996)[60].
- Премия «„Ступени“-2008»[61].
- Премия «Радиожурналист года» имени Никиты Кириченко.
- Лауреат премии Ассоциации выпускников МГИМО Alumni Awards в номинации «Журналист года», 2012.